# Atrito (tribologia)

No campo de estudo da tribologia não há uma definição única para atrito. Seguem 3 definições diferentes sobre o termo:

1 – Segundo Bhushan, B: atrito é a resistência ao movimento durante deslizamento ou rolagem quando um corpo sólido move tangencialmente ao outro com o qual está em contato.

2 – Segundo Blau, P. J: atrito pode ser definido como a resistência ao movimento relativo entre dois corpos em contato paralela a superfície que os separa.

3 – Segundo Kappl, M e Butt, H.J: atrito é a força entre duas superfícies que interagem que resiste ou impede o movimento relativo.

Cabem as seguintes considerações sobre as definições:

1) Os corpos deve ou não estar em contato para que as forças de atrito atuem? 

A primeira e segunda definição são explícitas quando dizem que os corpos devem estar em contato. Porém, se entre os corpos há fluido, estes não estariam em contato, mas ainda assim haveria resistência ao movimento, esta força também é força de atrito. Assim, as definições 1 e 2 abrangem apenas o atrito seco não incluindo os demais. Já na definição 3 não há esta restrição, portanto, não implica que deve haver contato entre a superfície dos corpos para que exista força de atrito. Além disso, em última instância, as forças eletromagnéticas de repulsão entre os átomos impedem que ocorra o contato, mas isto olhando em uma escala muito pequena.

2) A definição de atrito deve ou não considerar a condição de repouso?

Nas definições 1 e 2 diz-se que atrito é uma resistência ao movimento relativo, ou seja, os corpos devem estar se movendo um em relação ao outro, o atrito mencionado é o dinâmico ou cinemático. Estas definições excluem  o atrito estático que, aquele que dificulta o movimento inicial. A terceira definição corrige este problema ao adicionar a expressão “que impede”.

As divergências entre definições feitas por autores renomados reflete de um lado a complexidade do tema e de outro o fato de que a palavra tem múltiplos significados. Por isso, é necessário ter em mente qual o conceito de atrito utilizado ao abordar um problema, uma vez que os modelos para a solução e consequentemente os resultados estarão diretamente relacionados com a definição empregada.